# حسينة أوشان
حسينة أوشان (2 أغسطس 1976 - ) مذيعة وصحفية جزائرية.

## حياتها المهنية
حسينة من مواليد عنابة في الشرق الجزائري ودرست في جامعة عنابة. عملت في تلفزيون الجزائر ثم انتقلت للعمل في قناة العربية كمذيعة أخبار ومقدمة لبرنامج من العراق عام 2007، وفي 2010 قدمت فقرة اخبارية عن انتخابات مجلس النواب العراقي 2010، كما أنها تشارك في كتابة أخبار وتقارير في موقع العربية.نت.
وفي العام 2012 انضمت حسينة إلى قناة سكاي نيوز عربية كمذيعة أخبار ومقدمة للبرامج، ثم إلى قناة الجزيرة عام 2014. قدمت استقالتها من قناة الجزيرة عام 2019.

## حياتها
وُلدت حسينة أوشان بمدينة عنابة ، درست الاقتصاد والعلوم السياسية وتخرّجت في جامعة باجي مختار في تخصص التسويق.

## روابط أخرى
- مكتبة حسينة أوشان: